# Форт Хенкок (Тексас)
Форт Ханкок (енгл. Fort Hancock) насељено је место без административног статуса у америчкој савезној држави Тексас.

## Демографија
По попису из 2010. године број становника је 1.750, што је 37 (2,2%) становника више него 2000. године.
| Група             | 2000.         | 2010.         |
| Белци             | 149 (8,7%)    | 63 (3,6%)     |
| Афроамериканци    | 0 (0,0%)      | 6 (0,3%)      |
| Азијати           | 0 (0,0%)      | 6 (0,3%)      |
| Хиспаноамериканци | 1.556 (90,8%) | 1.669 (95,4%) |
| Укупно            | 1.713         | 1.750         |